# Nam Bug
Nam Bug, còn gọi là Nam Buh (tiếng Ukraina: Південний Буг, Pivdennyi Buh; tiếng Nga: Южный Буг, Yuzhny Bug; tiếng Romania: Bugul de Sud hoặc chỉ Bug), và đôi khi là sông Boh (tiếng Ukraina: Бог, tiếng Ba Lan: Boh), là sông dài thứ nhì tại Ukraina.
Nguồn của sông là tại miền tây của Ukraina, thuộc vùng cao Volyn-Podillia, cách 145 kilômét (90 dặm) từ biên giới với Ba Lan, từ đó nó chảy theo hướng đông nam đến cửa sông Bug thuộc biển Đen, qua các thảo nguyên phía nam. Sông dài 806 kilômét (501 dặm) và có diện tích lưu vực là 63.700 kilômét vuông (24.600 dặm vuông Anh).
Một số thành thị quan trọng cấp vùng tại Ukraina nằm ven sông Nam Bug, lần lượt từ đầu nguồn là: Khmelnytskyi, Khmilnyk, Vinnytsia, Haivoron, Pervomaisk, Voznesensk và Mykolaiv.
Từ năm 1941 đến năm 1944 trong Thế chiến II sông Nam Bug tạo thành ranh giới giữa vùng Ukraina bị Đức chiếm đóng và vùng Ukraina bị Romania chiếm đóng (Transnistria).

## Lịch sử
(tiếng Ukraina: Південний Буг, Pivdennyi Buh; tiếng Ba Lan: Boh; tiếng Nga: Южный Буг;  Ottoman tiếng Thổ Nhĩ Kỳ: Aksu)

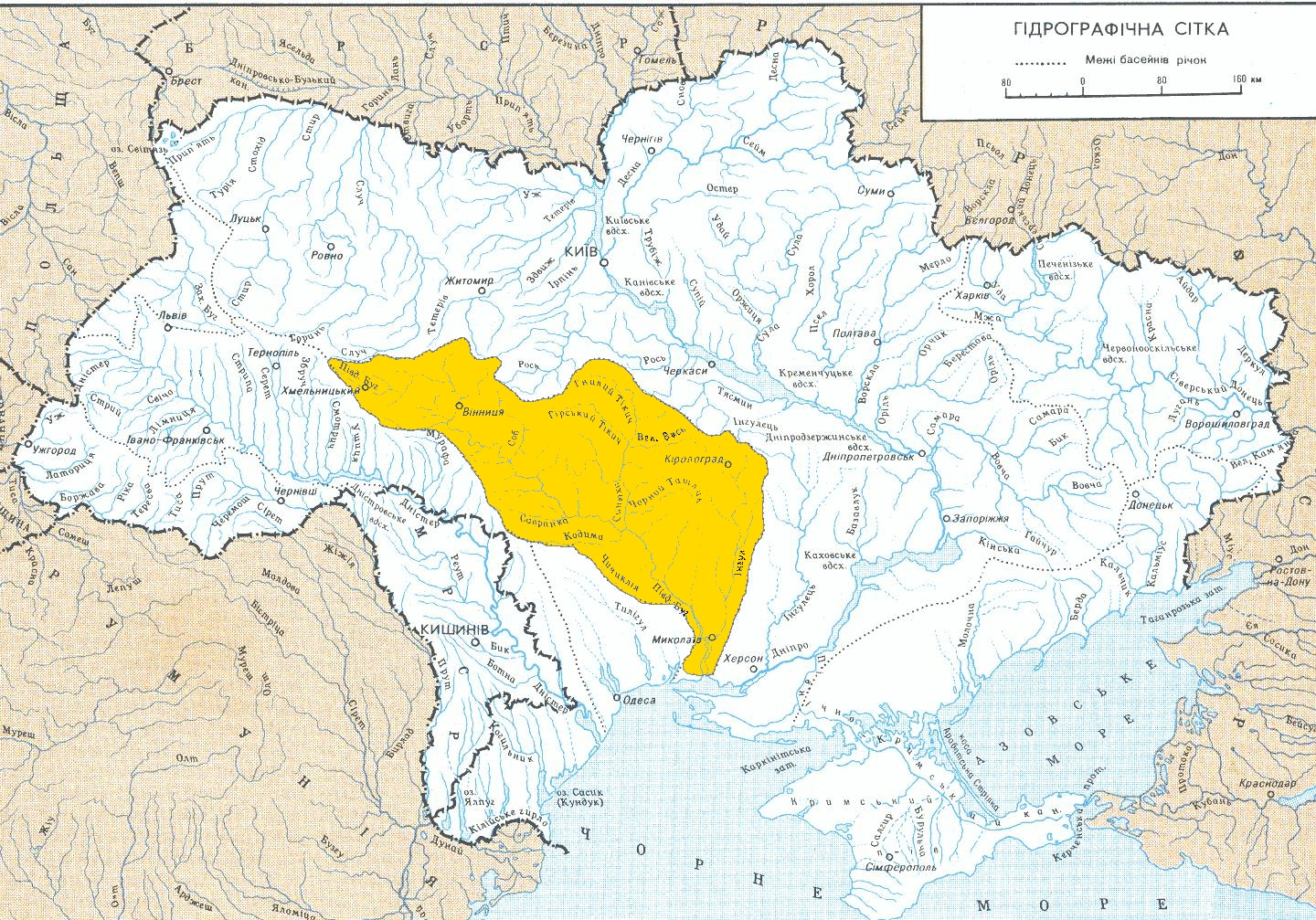
Bản đồ lưu vực sông Nam Bug

Nhà sử học Herodotus (khoảng. 484–425 TCN) từng đề cập đến sông bằng tên Hy Lạp cổ đại của nó: Hypanis. Trong Thời kỳ Di cư từ thế kỷ 5 đến 8, sông Nam Bug gây ra trở ngại lớn cho các dân tộc di cư trong khu vực.
Tên Slav bản địa lâu đời của sông là Boh (Cyrillic: Бог), và theo Zbigniew Gołąb là từ *bugъ/*buga bắt nguồn từ gốc Ấn-Âu *bheug-, với nghĩa gốc giả định là "liên quan đến một (sông) uốn cong", và phái sinh trong tiếng Nga búga ("bờ thấp của sông, cỏ mọc um tùm"), tiếng Ba Lan bugaj ("bụi cây hoặc rừng cây trong một thung lũng sông hoặc trong một bờ sông dốc"), tiếng Latvia bauga ("đầm lầy bên sông"). Kỹ sư quân sự và nhà địa lý người Pháp thế kỷ 17 là Guillaume Le Vasseur de Beauplan ghi tên sông là Bog.
Từ thế kỷ 16 đến thế kỷ 18, hầu hết phần phía nam của Ukraina từng có thời gian bị Ottoman thống trị, họ đổi tên sông theo tiếng của họ là Aq-su, nghĩa là "sông trắng". Địa danh gốc Slav bản địa được đặt lại sau khi vùng Pontic được giải phóng khỏi Ottoman trong thế kỷ 17 và 18.
Ngày 6 tháng 3 năm 1918, Hội đồng Trung ương của Cộng hòa Nhân dân Ukraina phê chuẩn luật về phân vùng hành chính, chia đất nước thành các huyện. Trong số đó, Pobozhia (nghĩa là vùng đất của Boh, tiếng Ukraina: Побожжя), nằm tại thượng du của Nam Bug, gần đầu nguồn sông.

## Phụ lưu
Các phụ lưu chính của sông Nam Bug là, từ đầu nguồn đến cửa sông (cùng chiều dài):
- Tả ngạn: Buzhok (75), Ikva (57), Snyvoda (58), Desna (80), Sob (115), Udych (56), Synytsia (78), Synyukha (111), Velyka Korabelna (45), Mertvovid (114), Hnylyi Yelanets (103), Inhul (354)
- Hữu ngạn: Vovk (71), Zghar (95), Riv (104), Silnytsia (67), Dokhna (68), Savran (97), Kodyma (149), Bakshala (57), Chychyklia (156)

## Sinh thái
Vào tháng 10 năm 2020, người ta thả xuống sông Nam Bug 350 kg cá chép Hungary và 50 kg cá chép bạc tại Khmelnytskyi.

## Giao thông

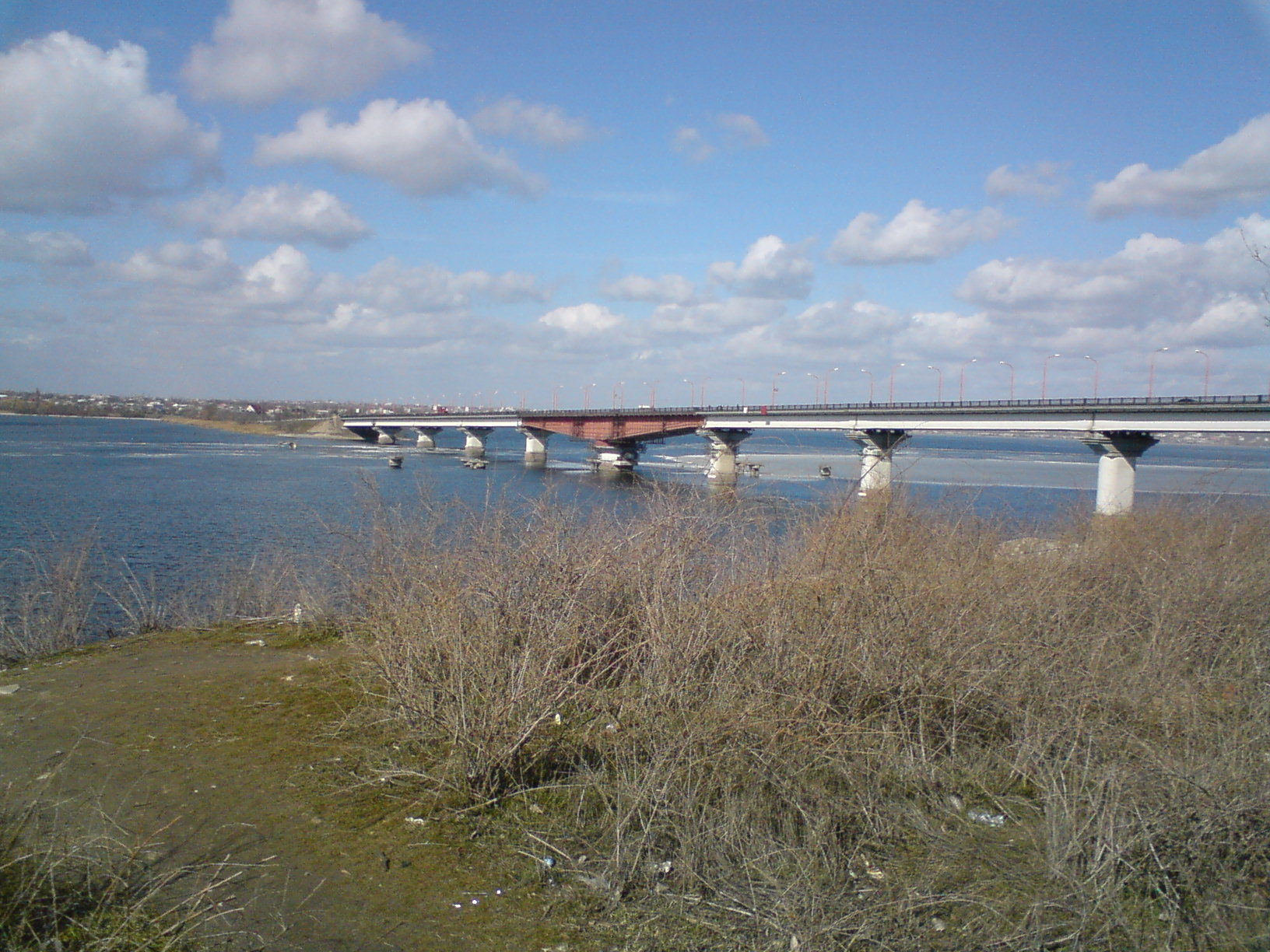
Cầu Varvarivskyi tại Mykolayiv.

Cầu Varvarivskyi qua sông Nam Bug tại Mykolayiv là một cây cầu xoay (phục vụ ngành đóng tàu) và có nhịp dài nhất châu Âu (134 m).  Đây cũng là cầu cực nam bắc qua sông
Về mặt kỹ thuật thì tàu biển có thể đi lại xa hàng chục km từ cửa sông; tồn tại một số cảng sông (như Mykolayiv).
Năm 2011, có công bố về các kế hoạch nhằm phục hồi vận chuyển hàng hóa thương maik trên sông plans were announced to revive commercial Nam Bug ở trên Mykolayiv, tạo điều kiện cho xuất khẩu lương thực đang gia tăng của Ukraina. Tính đến tháng 4 năm 2018, vận chuyển hàng hóa được đổi mới giữa cửa sông và một bến lương thực được xây mới tại làng Prybuzhany, huyện Voznesensk, tại trung tâm của tỉnh Mykolaiv.

## Hình ảnh

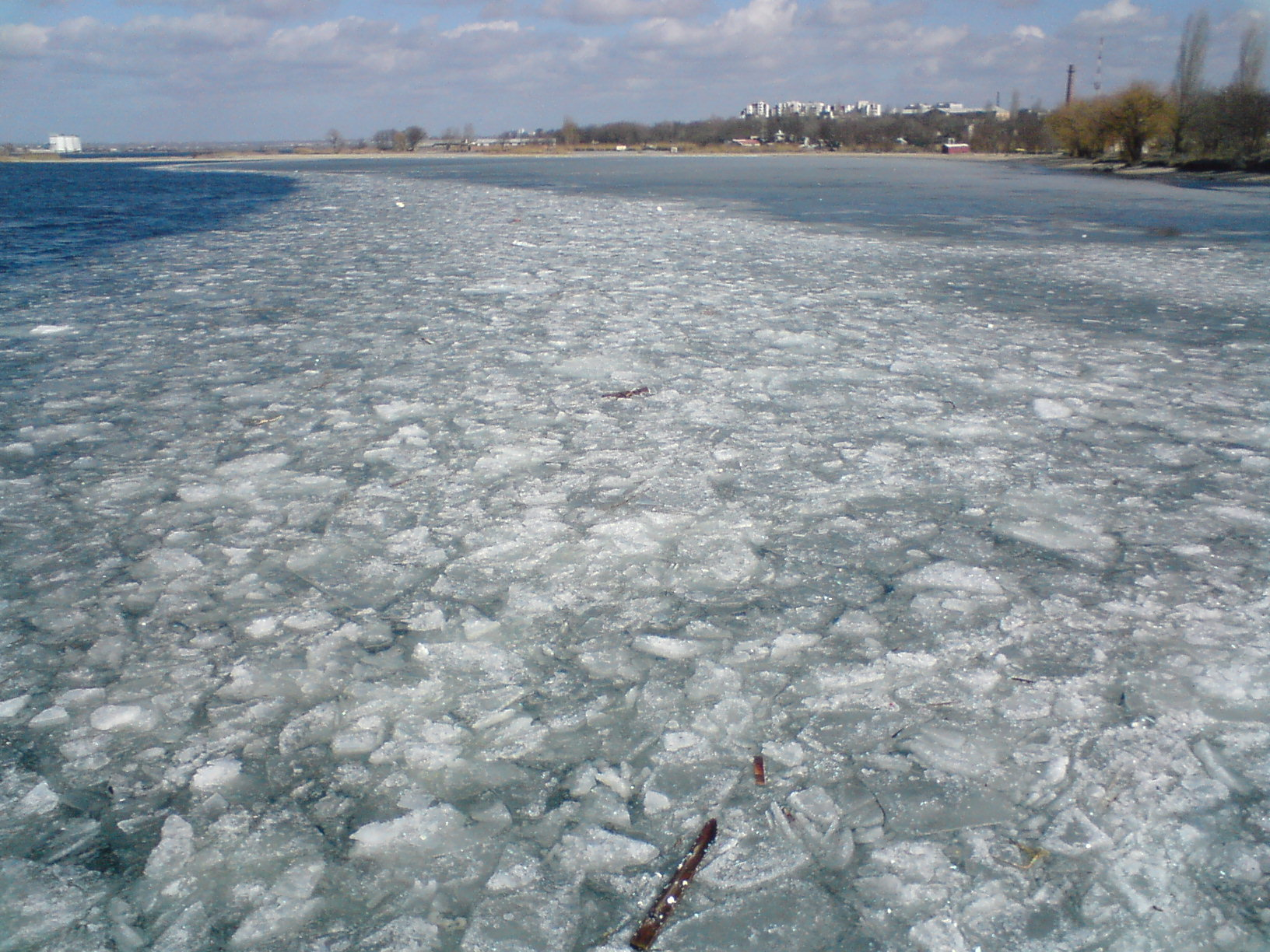
sông Nam Bug đóng băng trong mùa đông tại Mykolaiv.
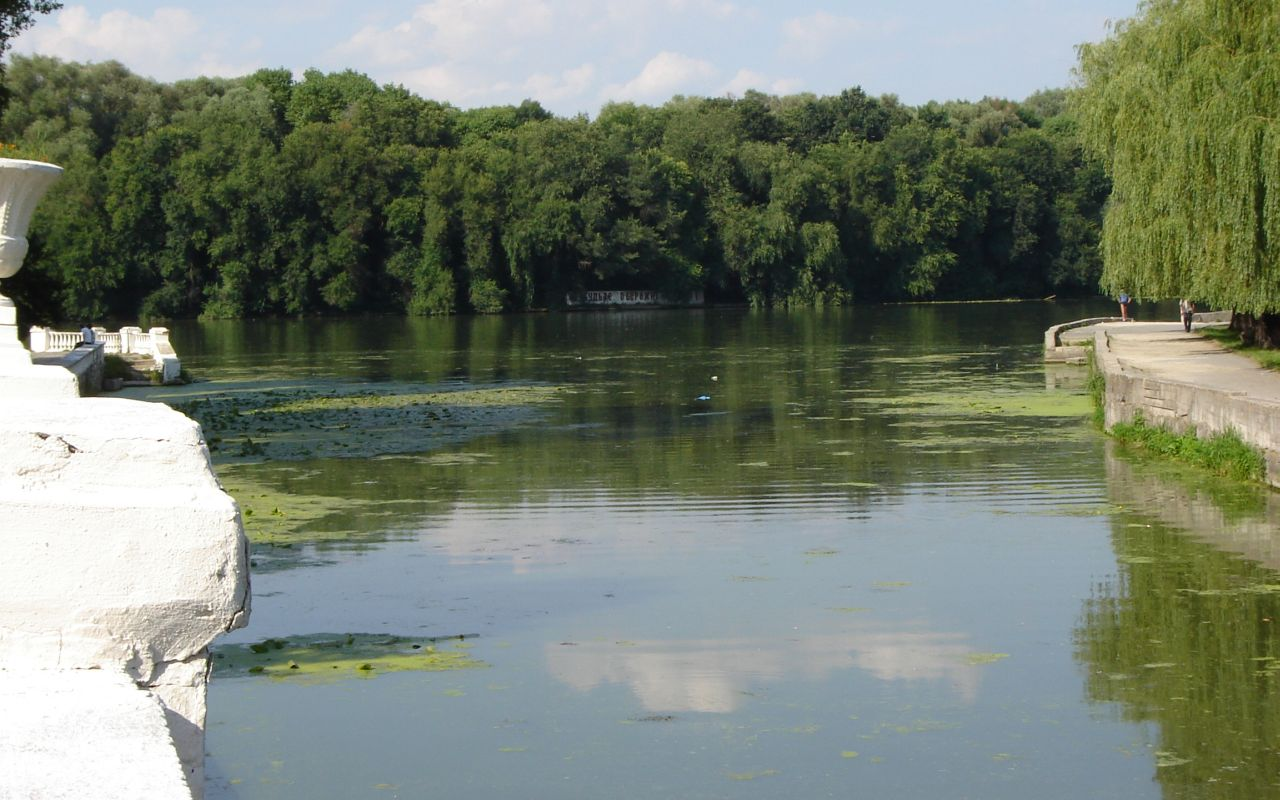
The sông Ploska [uk] đổ vào Bug.
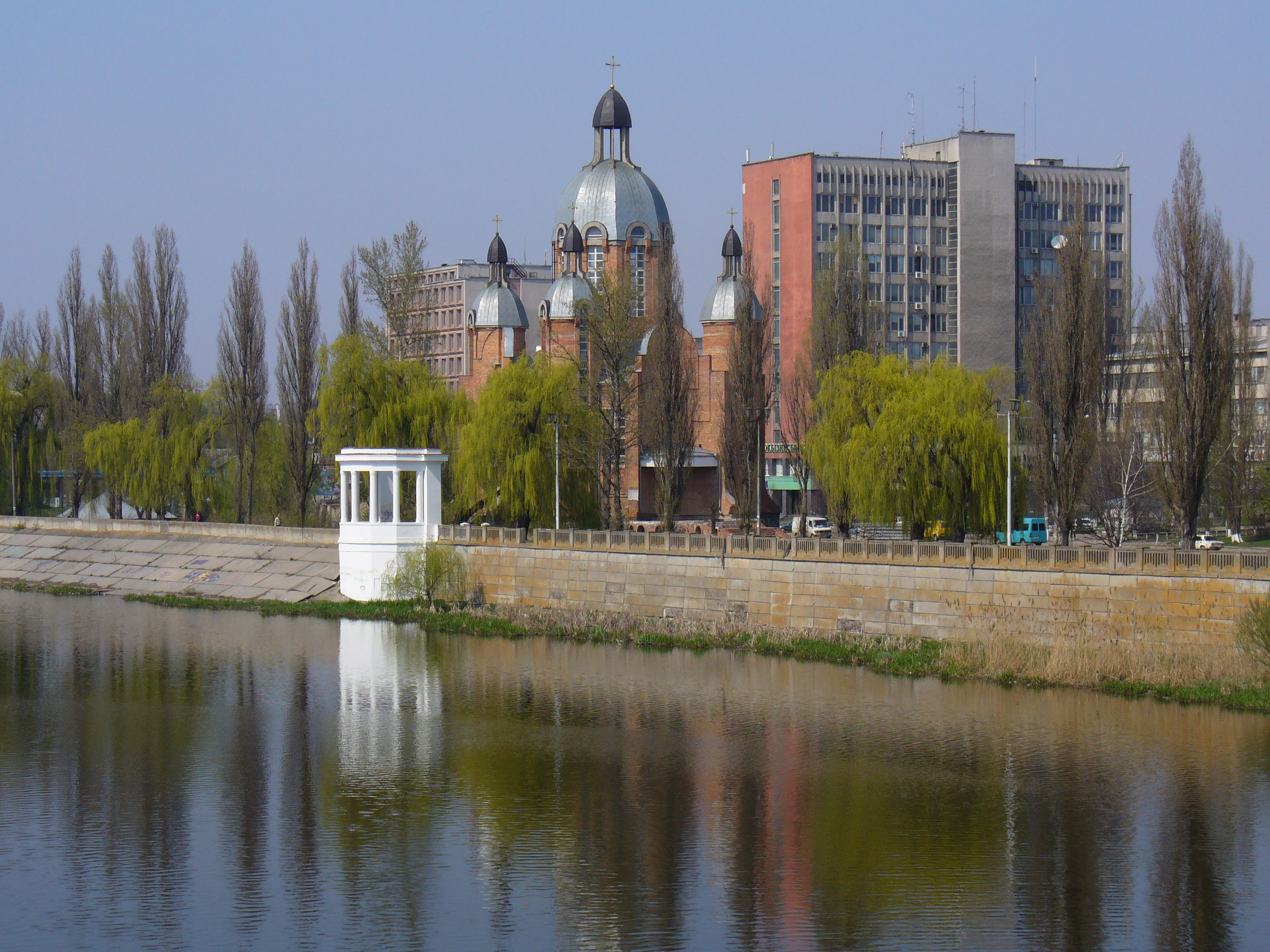
Nam Bug tại Vinnytsia.
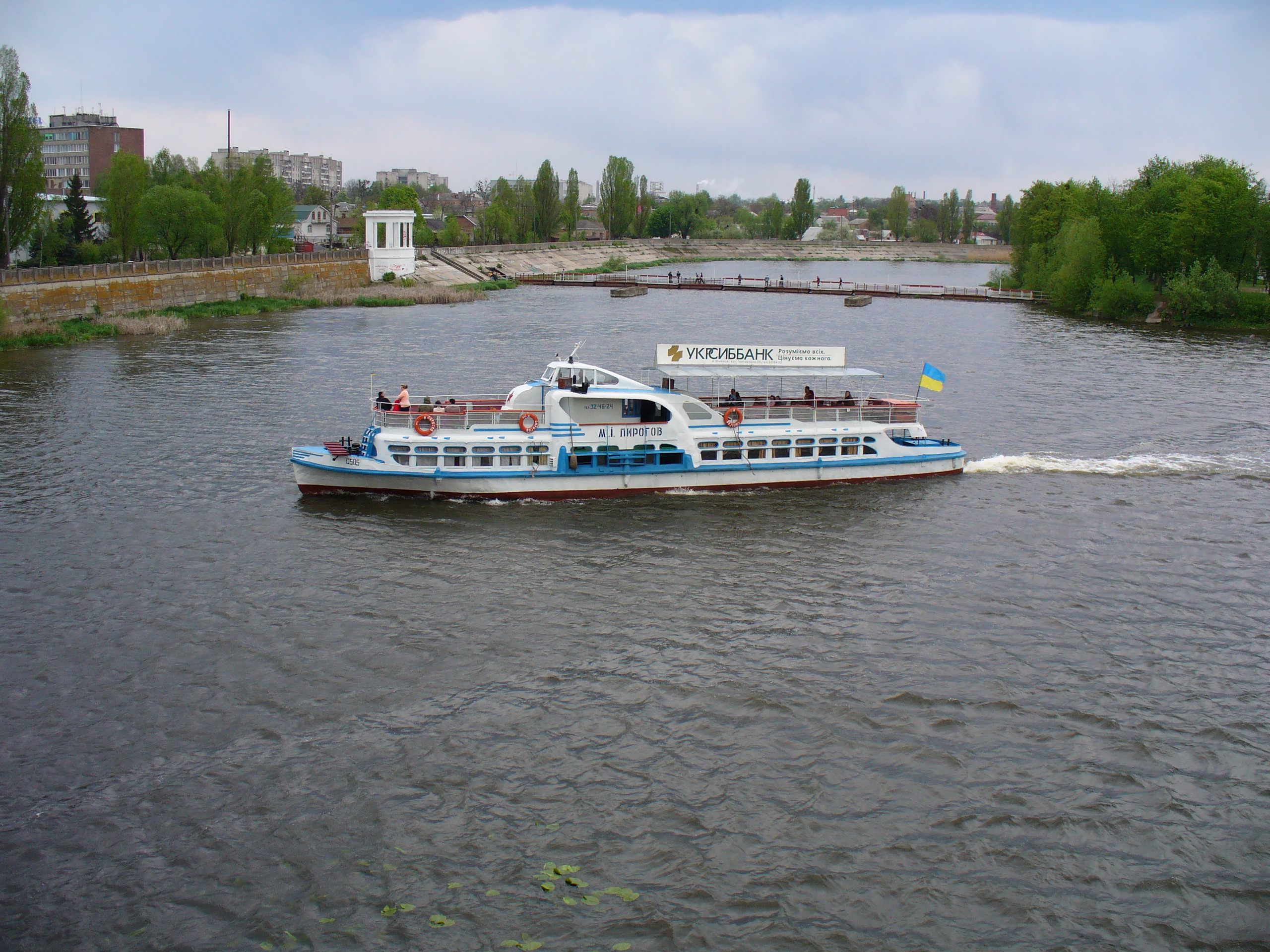
Thuyền trên sông tại Vinnytsia (2006).
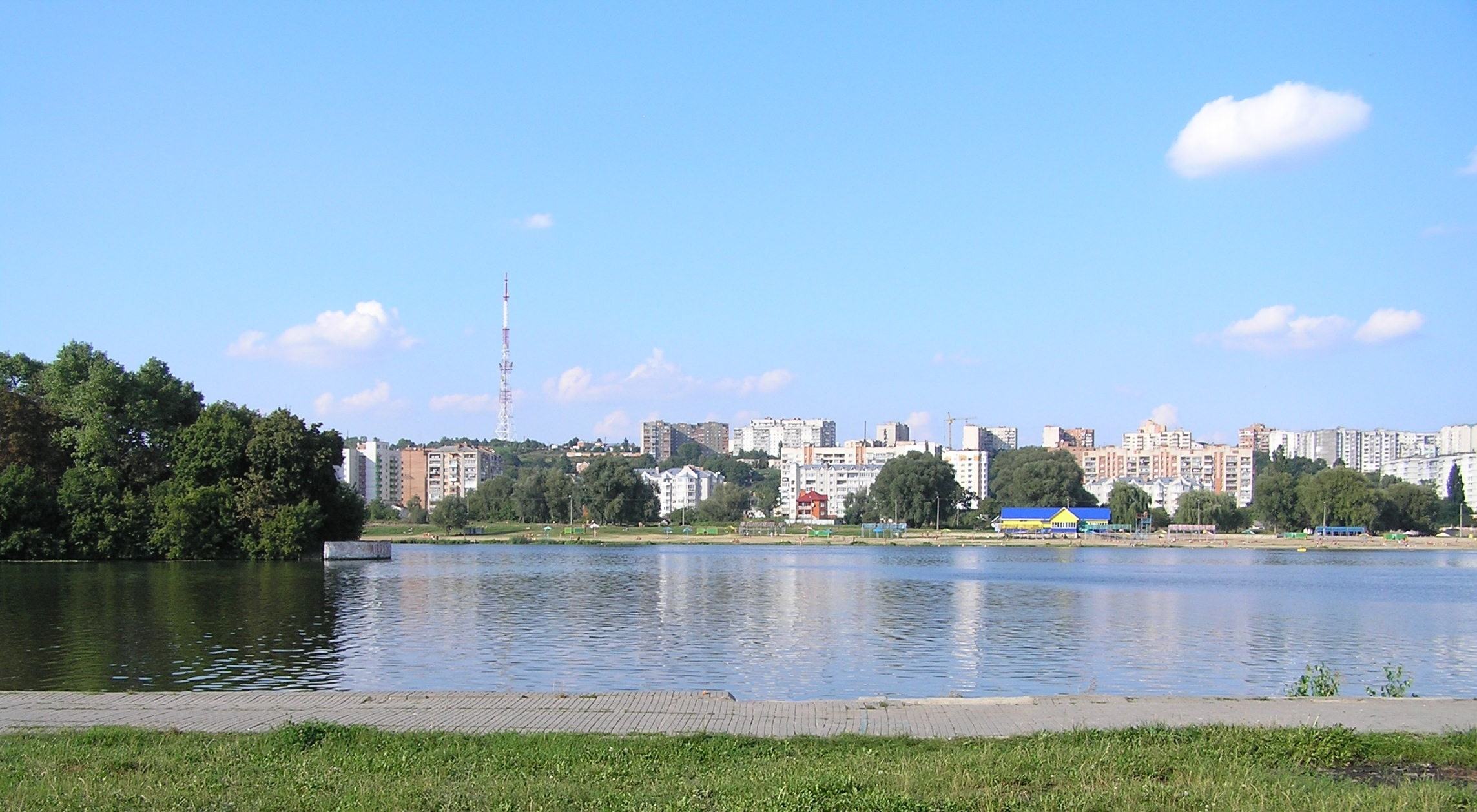
Quang cảnh bờ sông tại Khmelnytskyi.
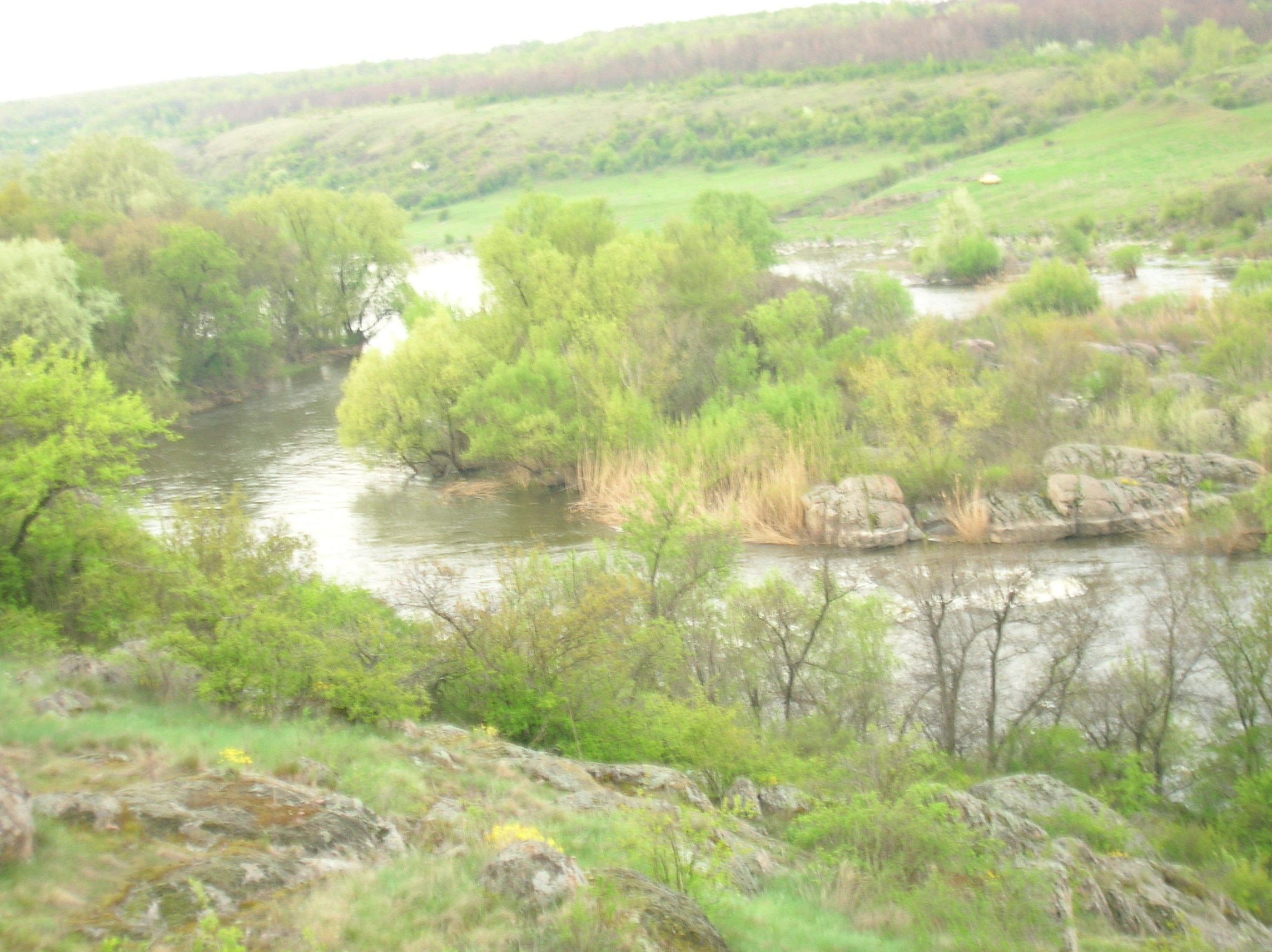
Nam Bug tại vùng lân cận công viên địa chất đất Granite-thảo nguyên Bug.
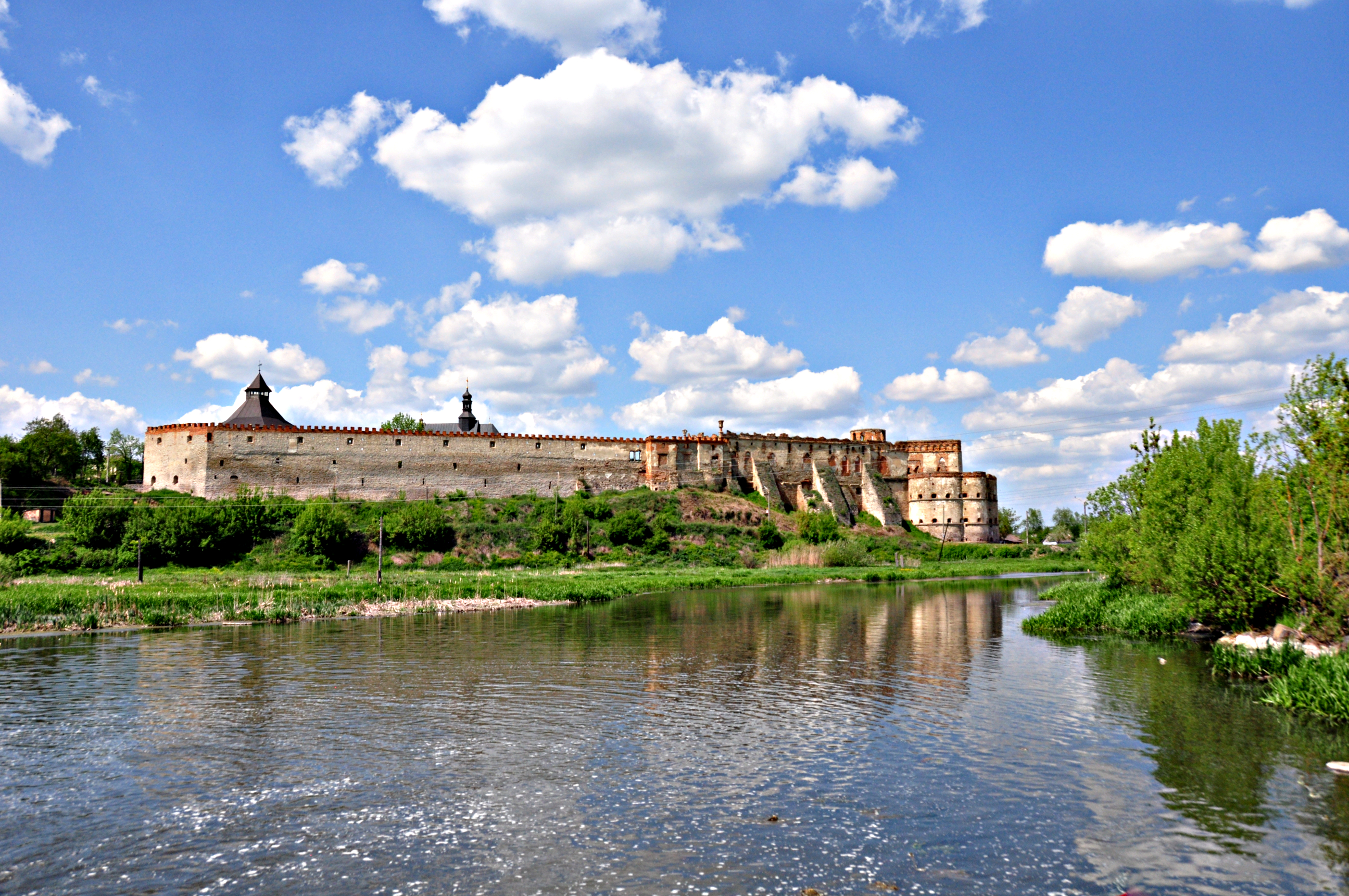
Nam Bug tại Medzhybizh